# Rostgumpad törnskata
Rostgumpad törnskata (Lanius schach) är en asiatisk tätting som tillhör familjen törnskator. Den är en mycket sällsynt gäst i Europa, med bland annat ett fynd i Sverige, på Stora Karlsö 1999. IUCN anser att beståndet i världen är livskraftigt.

## Utseende
Den rostgumpade törnskatans fjäderdräkt är pärlgrå på huvudet, nacken och framryggen, rostfärgad på ryggen och sidorna, svart på vingarna och ovansidan av stjärtfjädrarna och ljusare vitgråaktig på undersidan, med en svart ögonmask som sträcker sig från pannan till örontäckarna. Även näbben och benen är svartaktiga. En underart, L. s. tricolor, har helt svart huvud. 

## Utbredning och systematik
Arten förekommer både i palearktiska, orientaliska och australiska faunaregionerna och har därmed ett av de mest vidsträcka utbredningsområdena bland törnskatorna. Den häckar från Kazakstan genom Afghanistan, Pakistan och delar av Indien till Nya Guinea och Filippinerna. Under flyttning och vintertid ses den sällsynt i Oman.
Det händer dessutom att individer av arter migrerar långa sträckor och dessa kan då påträffas långt utanför sitt naturliga utbredningsområde. Den är en mycket sällsynt gäst i Europa, med fynd i Storbritannien, Frankrike, Nederländerna, Danmark och vid ett tillfälle i Sverige, på Stora Karlsö utanför Gotland 11 juni 1999.

### Underarter
Rostgumpad törnskata delas in i en mängd underarter. Följande lista med nio underarter och dess respektive utbredningsområden följer Clements et al 2016.
- erythronotus-gruppen
  - västlig rostgumpad törnskata[6] Lanius schach erythronotus – nordöstra Iran till Pakistan och norra Indien
  - Lanius schach caniceps – västra och södra Indien samt Sri Lanka
- Lanius schach schach – östra och södra Kina, Taiwan och Hainan
- tricolor-gruppen
  - Lanius schach tricolor – Nepal til norra Myanmar, Yunnan, norra Laos och norra Thailand
  - Lanius schach longicaudatus – centrala och sydöstra Thailand
- Lanius schach bentet – Malackahalvön, Sumatra, Java, Borneo och Små Sundaöarna
- nasutus-gruppen
  - Lanius schach nasutus – Filippinerna
  - Lanius schach suluensis – Suluöarna
  - Lanius schach stresemanni – östra Nya Guinea

Status i Iran är osäker, där den häckade i slutet av 1800-talet men inte setts sen dess förrän individ, möjligen förbiflyttande, noterades 2013.

## Levnadssätt
Den rostgumpade törnskatan sitter gärna på en högt belägen plats, till exempel i en buske, och spanar efter byten på marken. Dess föda består av ödlor, större insekter, små gnagare och småfåglar, som den liksom flera andra törnskator ibland kan spetsa på vassa taggar.

## Status och hot
Arten har ett stort utbredningsområde och en stor population med okänd utveckling. Den tros inte vara utsatt för något substantiellt hot. Utifrån dessa kriterier kategoriserar internationella naturvårdsunionen IUCN arten som livskraftig (LC). Världspopulationen har inte uppskattats men den beskrivs som ovanlig till vanlig.

## Namn
Fågelns vetenskapliga artnamn schach kommer av det ljudhärmande "A-Scack" som Pehr Osbeck gav fågeln 1757, vilket i sin tur sägs vara byggt på ett kinesiskt namn på fågeln.

## Bildgalleri

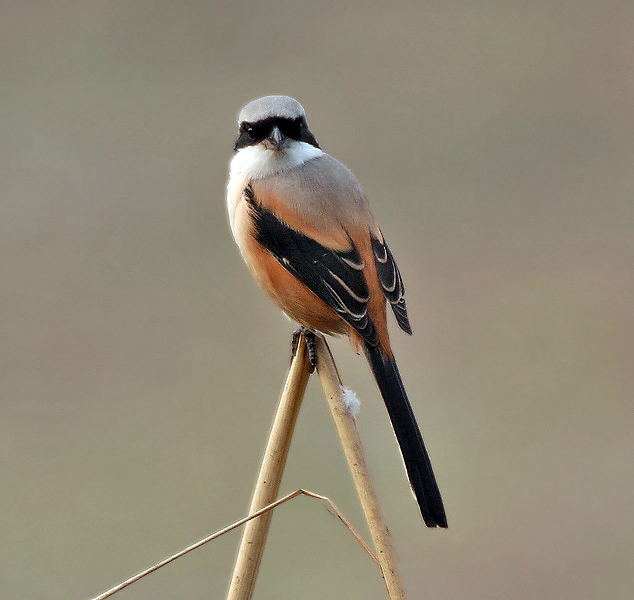
Underarten erythronotus.
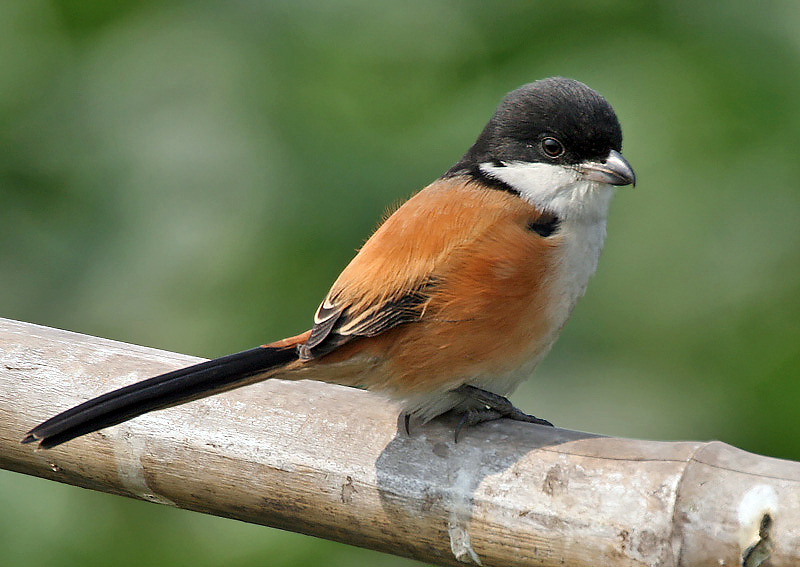
Underarten tricolor.
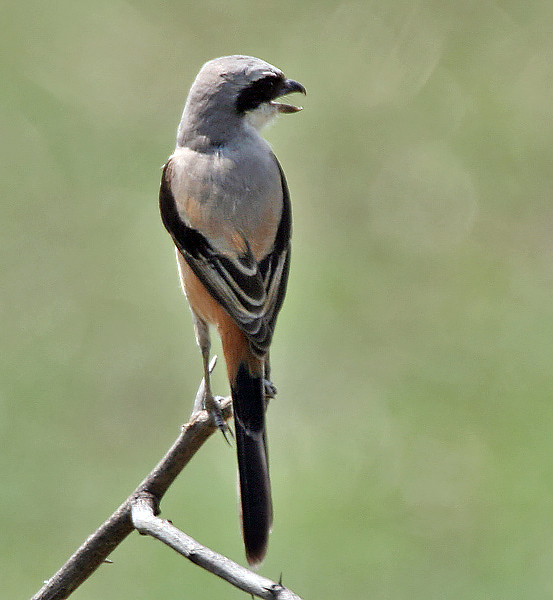
Underarten erythronotus.
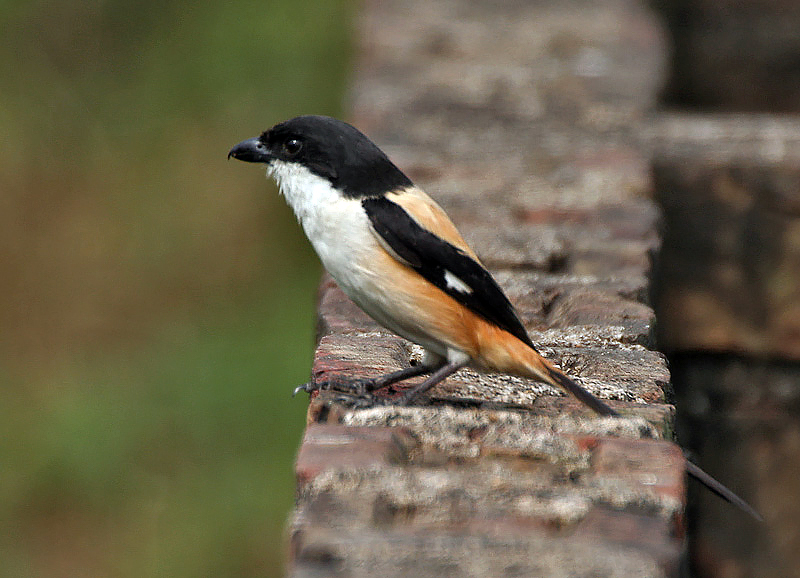
Underarten tricolor.